# Wachenheim an der Weinstraße
Wachenheim an der Weinstraße è una città di 4 527 abitanti della Renania-Palatinato, in Germania.

Appartiene al circondario (Landkreis) di Bad Dürkheim (targa DÜW) ed è capoluogo della comunità amministrativa (Verbandsgemeinde) omonima.

## Gemellaggi[2]
- Cuisery
- Pegau